# Lampaul-Guimiliau

Lampaul-Guimiliau este o comună în departamentul Finistère, Franța. În 1 ianuarie 2022 avea o populație de 2.004 de locuitori.